# セラフ (潜水艦)
セラフ (HMS Seraph, P219) は、イギリス海軍の潜水艦。S級潜水艦第3グループの1隻。
艦名はキリスト教における天使の位階で最上位とされる「熾天使」に由来し、イギリス海軍においてこの名を持つ艦としては2代目にあたる。
本艦は第二次世界大戦中、主に地中海で運用された。戦闘における戦果はほとんどなかったが、本艦が特筆されるのはむしろ秘密作戦や特殊作戦における貢献である。「セラフ」はミンスミート作戦やトーチ作戦に備えた秘密交渉団派遣（フラッグポール作戦）等複数の任務に従事し、特にキングピン作戦では一時的にアメリカ海軍潜水艦「USSセラフ」（USS Seraph）を名乗る経験もしている。また、1944年には新型Uボートを想定した対潜戦訓練用水中高速潜水艦に改造され、標的艦として戦後も長く現役に留まった。

## 艦歴
「セラフ」は1940年4月4日、バロー＝イン＝ファーネスのヴィッカース・アームストロングに発注された。当初のペナント・ナンバーはP69若しくはP72だったが、進水前の時点にはP219へ変更されている。1940年8月16日起工、1941年10月25日進水し、1942年6月10日に初代艦長ノーマン・"ビル"・リンベリー・オーキンレック・ジュエル大尉の指揮の下就役した。就役当時、固有艦名はまだ付与されておらず、艦名は単に「P219」（HMS P219）であったが、後に「セラフ」の艦名が与えられている。

### 北極海
「セラフ」は本国周辺で試験や演習を行った後、1942年7月15日にラーウィックを出航して最初の哨戒に出た。目的地はアイスランドのセイジスフィヨルズルであり、PQ18船団の護衛のためであった。船団が延期されたことに伴い、「セラフ」はノルウェー沖に移動してUボートの捜索を実施。7月24日、北緯65度18分 東経05度38分 / 北緯65.300度 東経5.633度地点でUボートに魚雷を発射するが命中せず。この時「セラフ」の周囲にはクジラの群れがおり、クジラを誤認したのかもしれない。「セラフ」は7月29日にラーウィックへ帰投した。

### ビスケー湾
8月12日、「セラフ」はロスシーを出航し、アイリッシュ海を経由してジブラルタルに向かった。アイリッシュ海では潜水艦「P48」と「O21」（オランダ海軍）が同行し、3隻はオランダ海軍掃海艇「ヤン・ファン・ゲルダー」の護衛を受けた。
8月19日、「セラフ」はビスケー湾で航空機により発見されたドイツの石油タンカーを捜索するように命じられ、そのまま2回目の哨戒を行うこととなった。しかし、「セラフ」は同日イギリス空軍のホイットレイ爆撃機に誤爆された。幸い、投下された爆雷は4発とも外れ、「セラフ」は8月25日に無事ジブラルタルへ到着できた。

### 地中海
「セラフ」はジブラルタルで第8潜水戦隊に加入し、来るべき北アフリカ西部への上陸作戦トーチ作戦に備え、様々な秘密作戦に従事することとなった。演習後、「セラフ」は9月7日にアルボラン海へ3回目の哨戒に出た。この哨戒では上陸が予定されるアルジェリア沿岸部を潜望鏡で偵察し、9月15日ジブラルタルへ帰還した。
9月29日には4回目の哨戒に出撃。この哨戒もアルジェリア沿岸部の偵察が目的であった。10月1日、COPP（Combined Operations Assault Pilotage Parties：両用作戦戦闘誘導隊）の隊員をフォルボット（折り畳み式カヤック）で上陸させてアルジェ西部近郊の海岸を偵察し、発見されることなく撤収に成功した（クードゥー作戦）。作戦後、10月8日に「セラフ」はジブラルタルへ帰還した。

### フラッグポール作戦
10月19日、「セラフ」はジブラルタルを出航し、5回目の哨戒へ向かった。今回の任務は、ヴィシー・フランス側との協議のために交渉団を秘密裏にアルジェリアへ送り込むことであった。そのため、「セラフ」にはフォルボット、サブマシンガン、トランシーバーといった物品が積み込まれ、アイゼンハワーの副官マーク・W・クラーク中将、ライマン・レムニッツァー准将ら将官3名、米海軍のジェラルド・ライト大佐、米陸軍のホームズ大佐、ハンブレン大佐ら佐官数名、そして英軍のリビングストン大佐、コートニー大尉、SBSのフット大尉からなる交渉団が乗艦した
10月23日、アルジェ西方50マイルの地点に浮上した「セラフ」は、交渉団をフォルボットで上陸させた。交渉団はヴィシー・フランス軍の親連合国士官と接触し、トーチ作戦時の協力を取り付けた。もっとも、協力者の士官達は、既に米英の上陸艦隊が出撃しており、数日後に上陸が始まることは知らされていなかった。交渉団を収容した「セラフ」は、一行を迎えのカタリナ飛行艇に引き渡した後で10月25日にジブラルタルへ帰還した。

### キングピン作戦
10月27日、「セラフ」は6回目の哨戒へ出た。今度も秘密作戦の支援であり、南フランスの海岸へアンリ・ジロー将軍（コードネーム：キングピン）を迎えに行く任務を課せられた。11月6日、ル・ラヴァンドゥー沖に浮上した「セラフ」に、ジロー将軍と息子のベルナール・ジロー、仏陸軍アンドレ・ボーフル大尉、仏海軍ユベール・ヴィレ大尉が乗艦した。
当時のフランス人の多くがそうであったように、メルセルケビール海戦等の衝突からジローも強い反英感情を持っていたため、彼はイギリス海軍の潜水艦に乗ることを拒絶した。そこで、「セラフ」は一時的にアメリカ海軍旗を掲げてアメリカ海軍潜水艦「USSセラフ」（USS Seraph）を名乗った。名目上、艦は米海軍のライト大佐の指揮下におかれたが、ライトには潜水艦の指揮経験がなかったため、実際の指揮は引き続き艦長のジュエルが担当した。イギリス人の乗員達は、映画で見たアメリカ英語のアクセントを真似てアメリカ人を装おうとしたが、結局のところライトから欺瞞を聞かされていたジローを含め誰も騙すことはなかった。
11月7日、「セラフ」はジローらを迎えのカタリナに移送し、11月10日ジブラルタルへ帰投した。

### アルジェリア周辺の哨戒

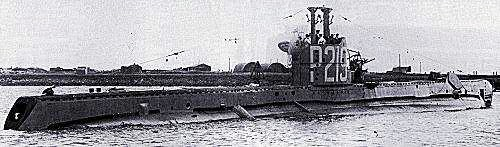
後方から見た「セラフ」。

11月24日、「セラフ」はシチリア島とチュニジアに向けて7回目の哨戒に出撃した。11月29日、マレッティモ島西方30海里地点で仮装巡洋艦「ブリンディジ」に護衛された貨客船「チッタ・ディ・チュニジ」を発見、魚雷4本を発射するが命中しなかった。
12月2日、パレルモからブリンディジへ向かう輸送船団を発見し、先頭の輸送船に対して魚雷3本を発射した。爆発音が聞こえた後に潜望鏡で確認したところ、船が激しく炎上しているのが見えた。しかし、これは「セラフ」が発射した魚雷によるものではなく、偶然同じタイミングで軽巡洋艦「オーロラ」、「シリアス」、「アルゴノート」、駆逐艦「キベロン」、「クエンティン」からなるQ部隊が船団を攻撃し壊滅させたのだった（スケルキ堆の海戦）。「セラフ」が発射した魚雷は命中していなかった。
12月4日、「セラフ」はマレッティモ島西方20海里地点で、駆逐艦3隻と水雷艇2隻に護衛されたドイツの輸送船「アンカラ」に魚雷6本を発射する。2本が駆逐艦「グラナティエーレ」の至近を通過したが命中せず。午後に輸送船「ホネスタス」と「サンタンティオコ」、護衛の水雷艇2隻からなる別の船団を見つけ、艦尾魚雷1本を発射したがこれも命中しなかった。この哨戒で戦果はなく、12月8日にアルジェへ帰還した。
12月21日、「セラフ」はアルジェから8回目の哨戒に出た。今回の哨戒は、ブリティッシュ・コマンドスやアメリカ陸軍レンジャーがガリテ諸島に奇襲上陸が可能かどうかを潜望鏡で偵察することが目的であった（ピーシューター作戦）。そのため、「セラフ」は12月23日0616時から偵察を開始し、沿岸砲台からの砲撃を受けて撤退する1420時まで続けた。偵察の結果、ガリテ諸島への奇襲上陸は現実的ではないとして計画は放棄された。
その日の夜、「セラフ」はボーヌ北東沖40海里北緯37度17分 東経08度27分 / 北緯37.283度 東経8.450度地点で敵潜水艦と衝突した。3度の衝撃の後、100ヤード (91.4 m)先に敵潜水艦の潜望鏡を視認したため潜航して攻撃を試みるが見失った。この潜水艦は、付近で活動していたイタリア海軍潜水艦「アラジ」もしくは「ラザロ・モチェニーゴ」のいずれかと思われるが、両艦の記録には衝突に関する報告はない。翌12月24日の夜に「ラザロ・モチェニーゴ」と遭遇し、「セラフ」は前日の衝突事故で破損しなかった3基の発射管から魚雷3本を発射したが、1本が「ラザロ・モチェニーゴ」の左舷2、3メートルのところを掠めていっただけに終わった。
「セラフ」はボーヌに立ち寄りながら、12月26日にアルジェで哨戒を終えた。敵潜水艦との衝突による損傷は大きく、艦首が変形し、右舷魚雷発射管は使用不能となっていた。そのため、帰国して本格的な修理を受けることになり、1月8日にアルジェを出港して本国へ向かった。ジブラルタルを経由して翌1943年1月22日にファルマスへ到着。ブライスで入渠修理とレーダーの装備を受けた。

### ミンスミート作戦
修理後は本国周辺で演習を行った後、4月19日にホーリー・ロッホからジブラルタルへ向かった。これは「セラフ」の9回目の哨戒であり、スペインのウエルバ沖でミンスミート作戦に参加することとなった。

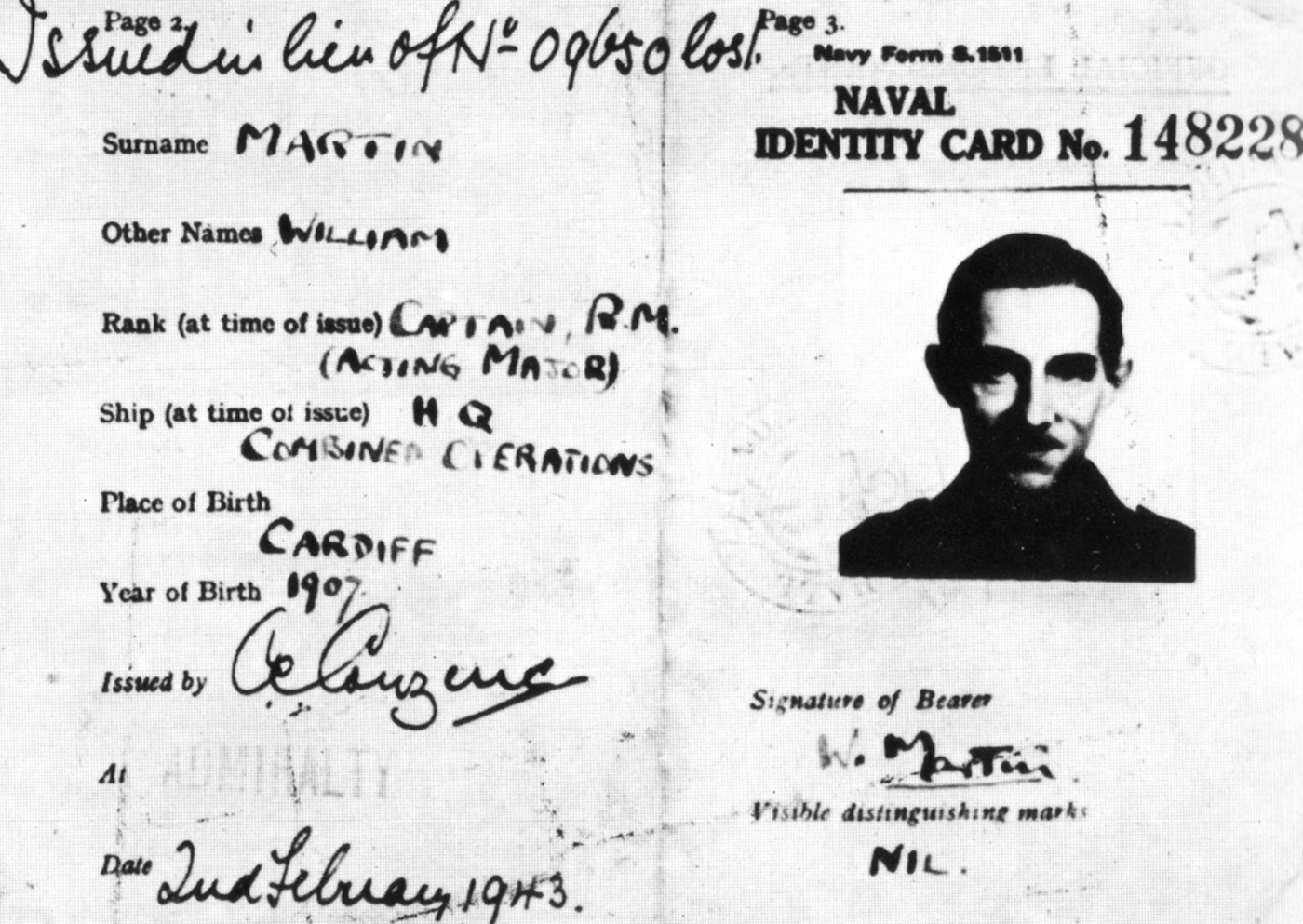
「マーティン少佐」の身分証。写真は容姿が似ていたMI5の職員ロニー・リードのものが使われた。

これはシチリア島への上陸作戦であるハスキー作戦の準備として、連合軍はシチリア島ではなくサルデーニャ島やギリシャへ侵攻する計画であるとドイツ軍側へ信じさせるための欺瞞作戦であった。海軍情報部所属のユーエン・モンタギュー少佐発案の下、イギリス海兵隊の上陸戦専門家「ウィリアム・マーティン少佐」という架空の人物を創作し、「マーティン少佐」に見せかけた死体に偽情報を持たせて親枢軸国の中立国スペインへ漂着させ、ドイツ軍側に流すという大胆な計画であった。飛行機事故で溺死したように見せかけるため胸水が溜まった無関係の死体が用意され、軍服や救命胴衣はもちろん細々とした私物が仕込まれた。そして、死体の手首にチェーンで繋がれた鞄には、連合軍の真の侵攻目標はサルデーニャ島やギリシャであるという内容の書類が入れられた。
「マーティン少佐」の死体は腐敗防止処置を施したうえで特製のキャニスターに納められて「セラフ」に乗艦させられた。重量400ポンド (181.4 kg)の円筒形キャニスターには「取扱注意 - 光学機器」とだけ記されており、詳細を知らされていなかった乗員達は「ジョン・ブラウンの遺体」や「我らが新人乗員チャーリー」を乗せることについて冗談を言い合ったが、それは中らずと雖も遠からずだった。
ウエルバ沖のカディス湾に入った「セラフ」は日没を待ち、4月29日1011時に浮上、陸地近くまで接近した。そして4月30日0430時頃、ゴムボートに「マーティン少佐」を乗せて海面へ放出すると、「セラフ」は浮上航行にて全速で離脱。0737時に潜航し、同日1037時にジブラルタルへ帰還した。
「マーティン少佐」は海岸に漂着し、数時間後に地元漁師によって発見された。事故による溺死と判定された死体は、すぐに在ウエルバのイギリス副領事に引き渡されたが、書類は複写されてアプヴェーアに渡った。イギリス側は、さらにウエルバでの「マーティン少佐」の葬儀に偽の婚約者から花束を贈ったり、ザ・タイムズに「マーティン少佐」の戦死公報を掲載したりする念の入れようであった。書類の偽情報はヒトラーに真の侵攻目標はギリシャ方面だと信じ込ませることになり、イギリス側の狙い通りにドイツ軍はサルデーニャ島とギリシャへ兵力を移動させた。

### イタリア西部の哨戒

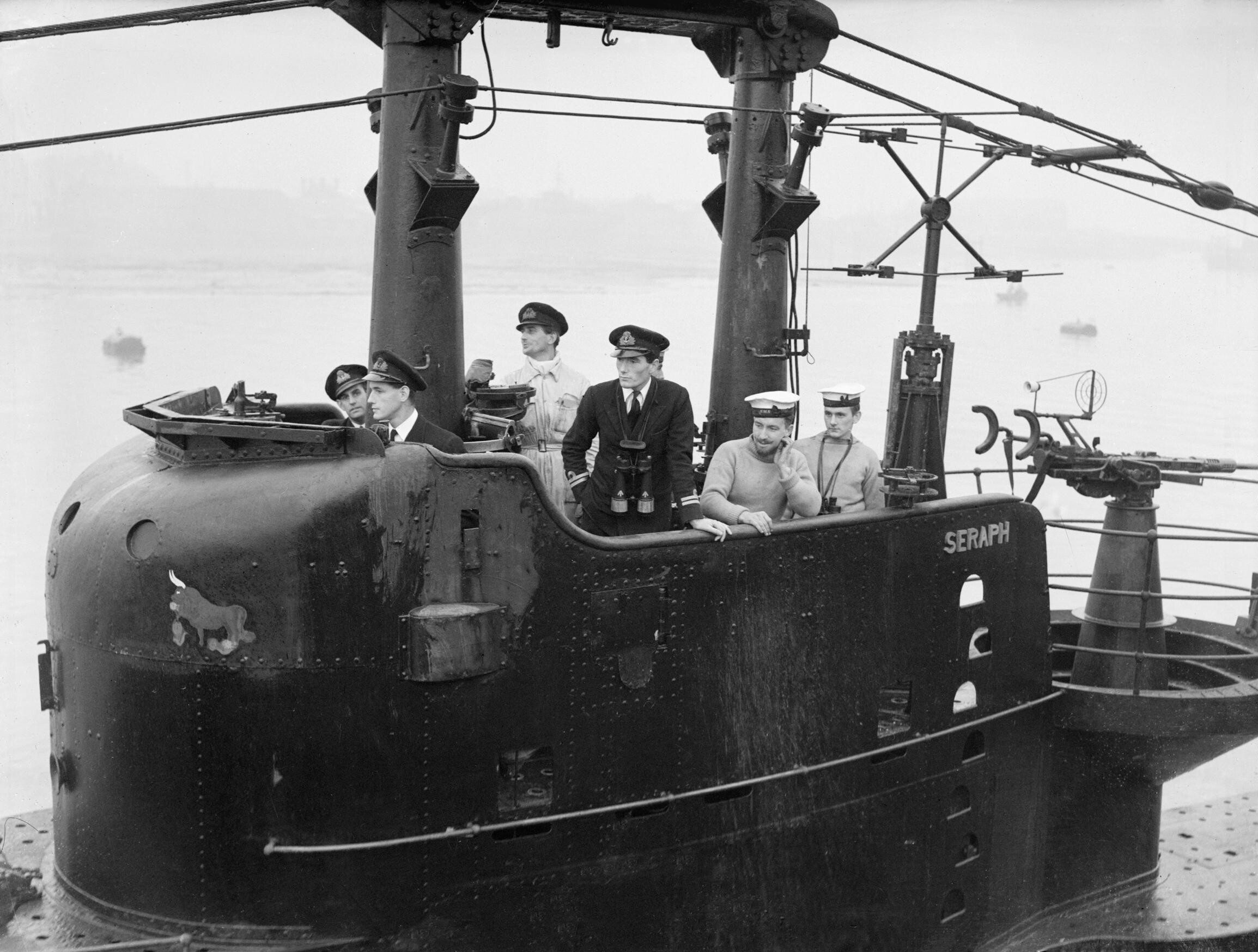
ポーツマスで撮影された「セラフ」の艦橋。左から2人目の人物が艦長ジュエル大尉。

ミンスミート作戦後、アルジェに移動した「セラフ」は5月21日にティレニア海へ10回目の哨戒に出た。5月27日夜、「セラフ」はラ・マッダレーナ東北東海上で水雷艇「リブラ」に護衛された商船「キャピテーヌ・ルイージ」を発見。一時暗闇で見失った後、レーダーで捕捉し魚雷3本を発射したが命中しなかった。外れた魚雷を確認した「リブラ」が爆雷を投下したが、威嚇目的であり「セラフ」に損傷はなく離脱した。
5月30日にラ・マッダレーナの北東で仮装巡洋艦と思われる船に魚雷1本を発射するが命中せず。翌5月31日にはチヴィタヴェッキア西方で商船「エルバーノ・ガスペリ」と「アンドレア・スガラッリーノ」、護衛の水雷艇「ジアチント・カリーニ」からなる船団を発見する。「セラフ」は魚雷2本を発射したが、1本が「エルバーノ・ガスペリ」から20メートルほどを通過するにとどまった。「セラフ」は「エルバーノ・ガスペリ」の76mm砲と機銃、そして「ジアチント・カリーニ」の爆雷攻撃を逃れ退避した。戦果がないまま「セラフ」は6月10日にアルジェへ帰投した。
オランで演習後、6月30日に「セラフ」は11回目の哨戒へ出た。今回の任務は、ハスキー作戦でシチリア島へ上陸する船団の誘導役を務めることであった。「セラフ」はスコグリッティ沖でビーコンの役割を果たし、7月9日に侵攻部隊のアメリカ海軍駆逐艦「コーウィ」との会合に成功した。誘導任務完了後、「セラフ」は駆潜艇「SC-1029」の護衛の下で7月10日マルタ島へ着いた。
7月15日、「セラフ」はサルデーニャ島北東沖とコルシカ島東方の哨戒を命じられ、特設哨戒艇「アントワープ」の護衛の下で潜水艦「サファリ」と共にマルタ島から12回目の哨戒に向かった。だが、この哨戒では何も起こらず8月1日にマルタ島へ帰還した。
8月27日、「セラフ」は再び特別任務を命じられて13回目の哨戒に出た。8月31日、「セラフ」はジェノヴァ県ポルトフィーノ近郊のカラ・デル・オロへ密かに物資を揚陸した（バロー作戦）。続いてコルシカ島東部へ哨戒に向かい、９月2日にゴルゴナ島西南西海上で商船2隻、護衛の水雷艇2隻からなる船団を発見。魚雷1本を発射したが、命中しなかった。翌日にもコルシカ島バスティア南東で別の輸送船団を発見して魚雷4本を発射したが、こちらも外れてしまった。発射された4本の魚雷のうち、1本が海底に当たって爆発したため、その影響で残りの3本の進路が狂ってしまったようだった。
イタリアが連合国と休戦した翌日の9月9日、「セラフ」はチヴィタヴェッキア近くでイタリアの沿岸貨物船「ヤヌス」と遭遇した。「ヤヌス」は休戦直後でどのように行動すべきか困惑していたので、指示を与えて解放した。9月10日、「セラフ」はピオンビーノ付近でドイツ軍の舟艇4隻を撃沈。さらに、9月11日朝にはモンテ・アルジェンターリオ北西北緯42度31分 東経11度01分 / 北緯42.517度 東経11.017度でSボート2隻に護衛された輸送船「KT-14」を発見。魚雷2本を発射したが外れた。11時25分頃に再度「KT-14」を発見して再度魚雷3本を発射したところ、今度は命中し「KT-14」に損傷を与えた。
9月15日にアルジェへ帰還後、「セラフ」は10月2日にジェノヴァ湾へ14回目の哨戒に出た。10月4日の夜、アルジェへ帰路についていた「セラフ」は北緯41度59分 東経06度40分 / 北緯41.983度 東経6.667度地点でトゥーロンへ帰投中のUボート「U-593」と遭遇、砲撃を受けた。幸い「U-593」の砲弾は命中せず、「セラフ」は魚雷で反撃しようとしたが、その前に「U-593」は潜航して去っていった。10月6日、「セラフ」はアルジェへ帰投した。

### 地中海東部の哨戒

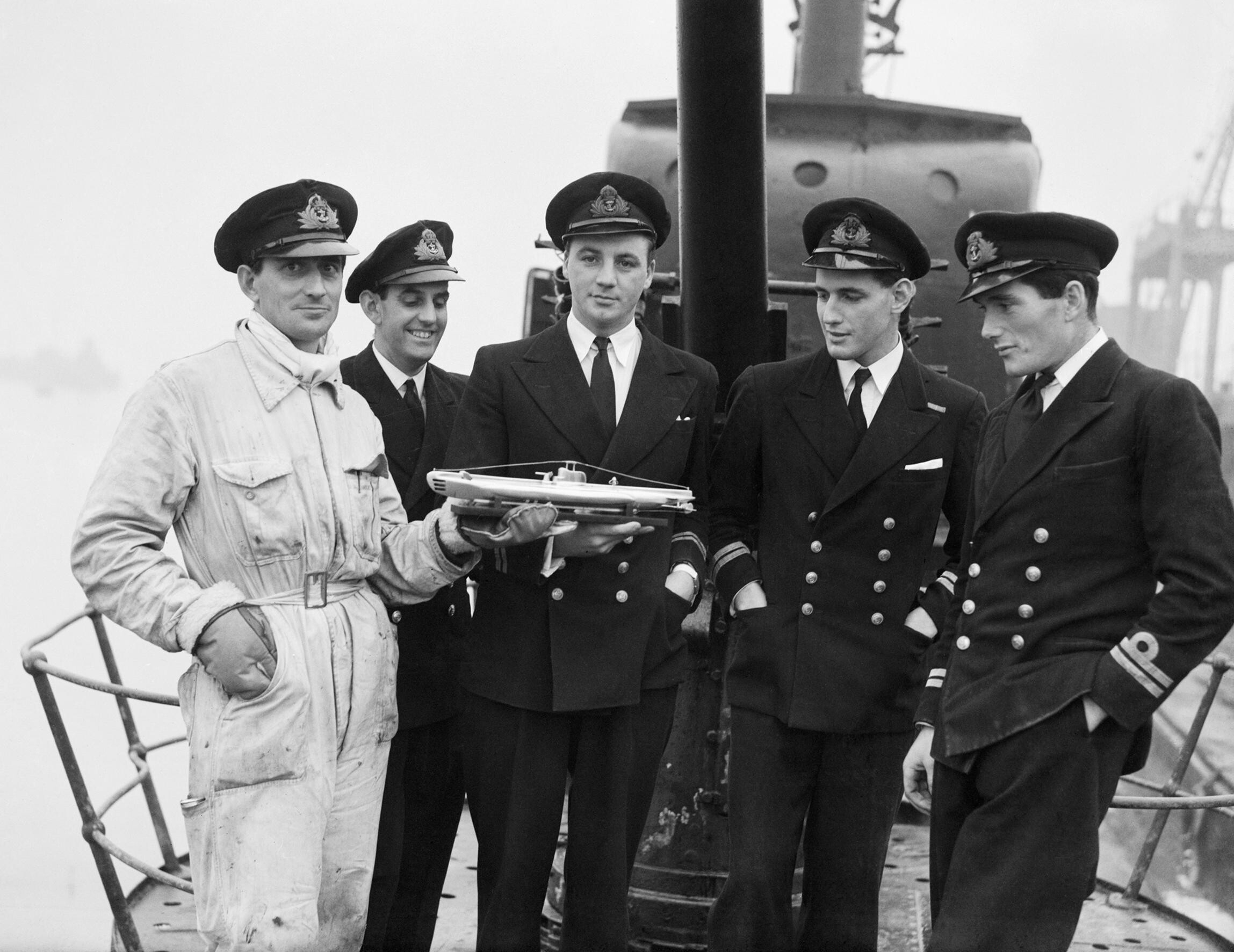
機関員が製作した「セラフ」の模型を手にする士官達。1943年12月撮影。

10月10日、「セラフ」は地中海東部に移されることになり、潜水艦「シェイクスピア」と共に輸送船団KMS28船団に加入してベイルートへ向かった。10月18日にベイルートで第1潜水艦戦隊に加入後、10月20日にエーゲ海へ15回目の哨戒へ出撃した。10月27日、「セラフ」はパロス島北方北緯37度14分 東経25度14分 / 北緯37.233度 東経25.233度地点でギリシャのカイーク「アギオス・ヴァシリオス」を砲撃で沈めた。同日、ナクソス島北方でドイツ海軍哨戒艇「GA01」と「GA54」を発見し、輸送船と間違えて前者に魚雷2本を発射するが外れた。「セラフ」は2隻の爆雷による反撃を受けたが、どれも距離が離れており影響はなかった。
11月5日、クレタ島カソ海峡沖で、ドイツ軍の兵員14名と物資を輸送中のカイーク「ミルティアデス」を北緯35度21分 東経26度42分 / 北緯35.350度 東経26.700度で砲撃と体当たり攻撃で撃沈。翌日にはカルパトス島のドイツ軍沿岸施設を偵察し、桟橋に停泊していたカイーク「ナルキッソス」に魚雷1本を発射して破壊、さらに浮上して倉庫や係留されていたAr196を砲撃し炎上させた。沿岸砲台の反撃が始まったため、「セラフ」は潜航して離脱した。

### 本国周辺
11月8日にベイルートへ帰投した「セラフ」は、他の4隻の潜水艦と共に黒海での作戦に投入が検討された。しかしながら、これはトルコとの関係から中止され、11月23日からエーゲ海で16回目の哨戒を短期間行った後にマルタ島へ向かった。何事もなく12月3日にマルタ島へ到着した「セラフ」は、修理のため本国へ帰還することとなった。12月7日に輸送船団MKS33船団に加入してマルタ島を出発、ジブラルタルを経由して12月21日にファルマスへ着いた。チャタム工廠で入渠後、「セラフ」は翌1944年5月初めにかけてプリマス沖で演習に従事した。
5月8日、「セラフ」はアイルランド南部に17回目の哨戒へ向かった。だが、5月11日2120時、「セラフ」のAタンクが突然浸水し、沈降した艦体は498フィート (152 m)で海底に衝突した。損傷は大きく、複数の漏水や主電動機の浸水により潜水航行不能となった。4時間にわたって行われた修理と複数回の浮上の試みにより、何とか「セラフ」は海面に浮かび上がることができた。5月12日の朝には沿岸軍団の航空機と交信に成功し、同日夜にもアメリカ陸軍航空軍のB-24に対して救援と護衛要請を送ることができた。翌5月13日朝までには第3護衛グループのフリゲートを含む艦艇が到着し、5月15日に「セラフ」は何とかプリマスへ戻ることができた。

### 水中高速潜水艦

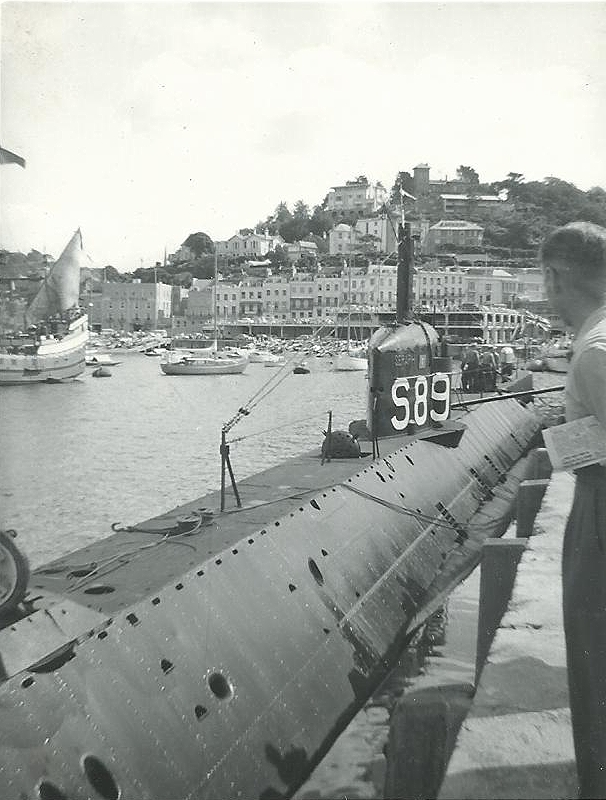
水中高速潜水艦に改造後の「セラフ」。現役時代末期の艦影。

「セラフ」の損傷は大きかったが、懸念された耐圧殻の破損は幸いにして無かった。そして、デヴォンポート造船所における修理に合わせて「セラフ」を対潜戦訓練用の水中高速潜水艦に改造することが決まった。
海軍本部は1944年初頭、当時最速であったUボートの9ノット (17 km/h)をはるかに超える、16ノット (30 km/h)の水中航行速度を発揮できるとされた新型Uボートに関する情報を受け取っていた。この新しいUボートXXI型は大きな脅威となると考えられていたため、新たな対潜戦術検討のため試験や演習に用いる水中高速標的艦として「セラフ」は改造された。
「セラフ」は艦体外部の装備品に細心の注意を払って流線型化され、司令塔のサイズを縮小し、3インチ砲は潜望鏡の1つやレーダーマストと共に撤去され、魚雷発射管は閉塞された。電動機はアップグレードされ、より大容量の蓄電池が搭載された。さらにスクリュープロペラは大型のT級潜水艦で使用されていたより高いピッチのものに交換された。
1944年9月12日に改装と修理が完了すると、「セラフ」は対潜戦用標的艦として活動を始めた。「セラフ」は様々な艦艇及び航空機と演習や試験に従事し、新たな水中脅威に対する困難と実施可能な対応策について洞察を与えることとなった。

### 戦後

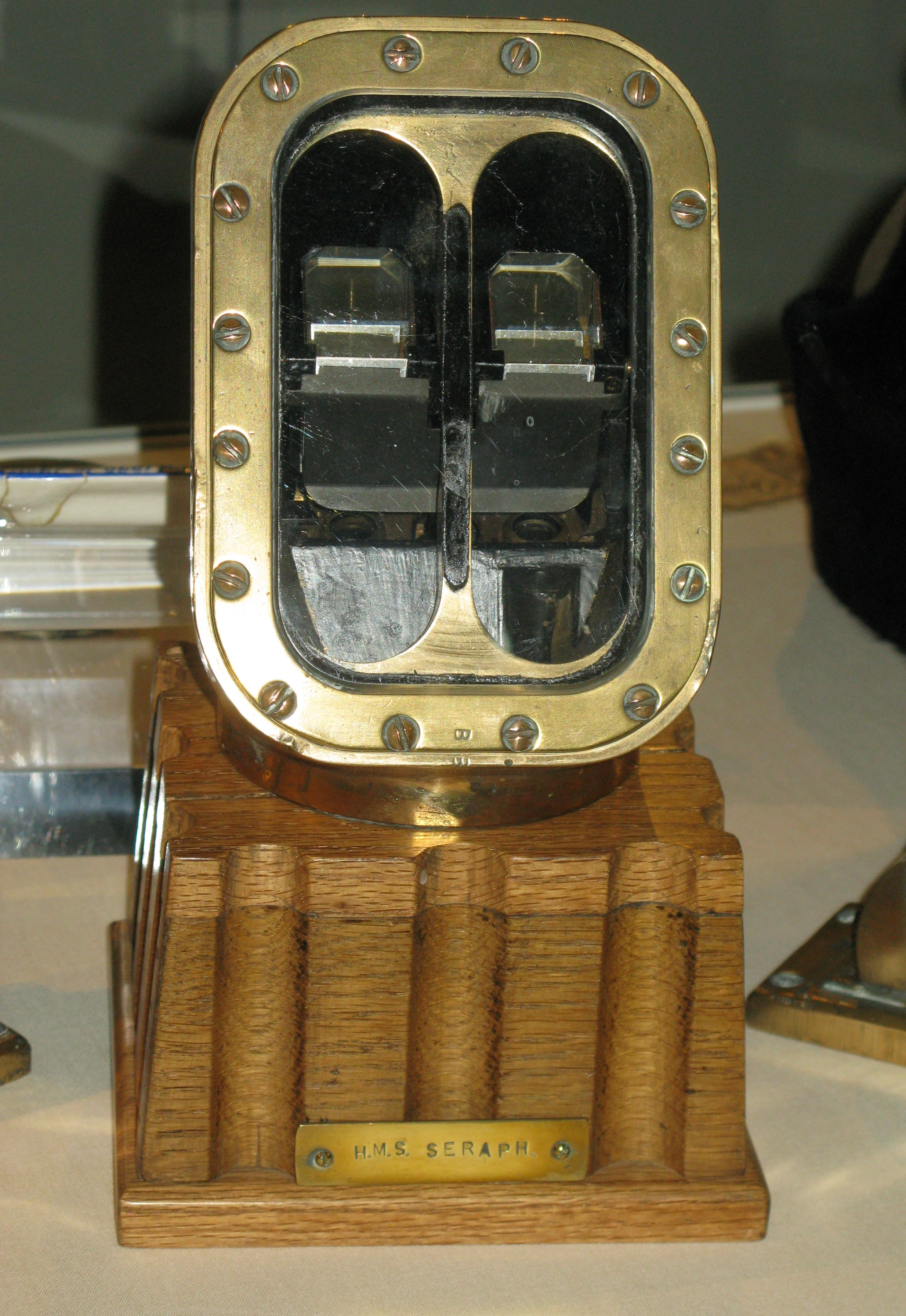
保存された「セラフ」の捜索（航法）用潜望鏡の先端部。

「セラフ」は戦後も現役で活躍し、1951年には艦番号がS119に変更された。1955年には装甲板を装着して訓練用対潜魚雷の標的艦として使用された。またこの頃、「セラフ」は同艦の初代艦長であったビル・ジュエル大佐が指揮する戦隊に配属されている。
1961年に艦番号がS89へ変更後、「セラフ」は進水から21周年となる1962年10月25日に退役した。
1965年12月20日に「セラフ」はスクラップ処分のためブリトン・フェリーに到着したが、司令塔の部品と魚雷装填ハッチ、潜望鏡、舵輪等は、クラーク大将が1954年から1965年まで総長を務めたサウスカロライナ州チャールストンのシタデルに記念碑として保存された。この記念碑は、 イギリス海軍旗が恒久的に掲揚されることを海軍本部によって許可されているアメリカ国内で唯一の海岸施設である。第二次世界大戦中の英米間の協力を記念して、星条旗と並んで掲げられている。

## 栄典
「セラフ」は第二次世界大戦の戦功で4個の戦闘名誉章(Battle honours)を受章した。
- 「NORTH AFRICA 1942 - 43」
- 「MEDITERRANEAN 1943」
- 「SICILY 1943」
- 「AEGEAN 1943」

「セラフ」の艦長を務めたノーマン・ジュエルは、1943年にハスキー作戦への貢献によりアメリカ合衆国からレジオン・オブ・メリットを、また「特殊作戦遂行における技術、大胆さ、冷静な判断力」によりMBEを受章した。

## 登場作品

### 映画
『実在しなかった男』（監督：ロナルド・ニーム、主演：クリフトン・ウェッブ、グロリア・グレアム、1956年）
- ミンスミート作戦を題材にしたスパイスリラー映画。標的艦として現役だった「セラフ」が自身の役で撮影に用いられている。